# Smail Rapic
Smail Rapic (* 13. Januar 1958 in Zagreb) ist ein deutscher Philosoph und Professor für Praktische Philosophie und Philosophie der Neuzeit an der Bergischen Universität Wuppertal.

## Leben
Nach der Übersiedelung seiner Familie aus Kroatien 1962 studierte Rapic ab 1976 an der Universität zu Köln, zunächst ein Semester Medizin, anschließend Philosophie, Germanistik und Mathematik und legte 1986 das Erste Staatsexamen für das Lehramt ab. Er war dann journalistisch tätig. In seiner Promotion (1990–1997) in Köln behandelte er das Thema Erkenntnis und Sprachgebrauch. Lichtenberg und der Englische Empirismus. Von 2005 bis 2007 war er Gastdozent am Institut für Philosophie, Pädagogik und Rhetorik der Universität Kopenhagen. Er habilitierte 2004 in Philosophie an der Universität Köln mit einer Schrift über Kierkegaards Auseinandersetzung mit der Ethik Kants und der Rechtsphilosophie Hegels. 2010 folgte er dem Ruf auf die Professur für Praktische Philosophie und Philosophie der Neuzeit an die Bergische Universität Wuppertal.
Zu seinen Forschungsschwerpunkten gehören klassische deutsche Philosophie und Nachhegelsche Philosophie des 19. Jahrhunderts, kritische Gesellschaftstheorie sowie die Rekonstruktion der Theorien von Marx und Engels.

## Veröffentlichungen
Monografien als Autor
- Erkenntnis und Sprachgebrauch. Lichtenberg und der englische Empirismus. Wallstein, Göttingen 1999, ISBN 978-3-89244-331-5.
- Ethische Selbstverständigung. Kierkegaards Auseinandersetzung mit der Ethik Kants und der Rechtsphilosophie Hegels. de Gruyter, Berlin, New York 2007, ISBN 978-3-11-019364-0.
- Subjektive Freiheit und soziales System. Positionen der kritischen Gesellschaftstheorie von Rousseau bis zur Habermas/Luhmann-Kontroverse. Verlag Karl Alber, Freiburg, München 2008, ISBN 978-3-495-48324-4.
- Normativität und Geschichte. Zur Auseinandersetzung zwischen Apel und Habermas. Verlag Karl Alber, Freiburg/München 2019, ISBN 978-3-495-49019-8.

als Herausgeber
- mit Karl-Heinz Hahnengreß: Edmund Husserl: Ding und Raum: Vorlesungen 1907. Meiner, F. Verlag, Hamburg 1991, ISBN 978-3787345496,
- mit Markus Pfeifer: Das Selbst und sein Anderes. Festschrift für Klaus Erich Kaehler. Verlag Karl Alber, Freiburg/München 2009, ISBN 978-3-495-48392-3.
- mit Jürgen Stolzenberg: Kierkegaard und Fichte. Praktische und religiöse Subjektivität. De Gruyter, Berlin 2010, ISBN 978-3-11-022106-0.
- Habermas und der historische Materialismus. Verlag Karl Alber, Freiburg/München 2014, ISBN 978-3-495-48566-8.
- Karl-Otto Apel: Transzendentale Reflexion und Geschichte. Mit einem Nachwort des Herausgebers. Suhrkamp, Berlin 2017, ISBN 978-3518298145.
- Die Entwicklungslogik der Normativität. Verlag Karl Aber, Freiburg/München 2018, ISBN 978-3-495-48818-8.
- Jenseits des Kapitalismus.  Verlag Karl Alber, Freiburg/München 2019, ISBN 978-3-495-49031-0
- Naturphilosophie, Gesellschaftstheorie, Sozialismus. Zur Aktualität von Friedrich Engels. Suhrkamp, Berlin 2022, ISBN 978-3-518-29977-7.
- mit Terrell Carver: Friedrich Engels for the 21st Century: Reflections and Revaluations. Palgrave Macmillan, London, Vereinigtes Königreich 2022, ISBN 978-3030971373.
- Wege aus dem Kapitalismus? Autorengespräche mit Colin Crouch, Nancy Fraser, Claus Offe, Wolfgang Streeck und Joseph Vogl. Verlag Karl Alber, Baden-Baden 2023, ISBN 978-3-495-48987-1.
- mit Stefan Müller-Doohm und Tilo Wesche, unter redaktioneller Mitarbeit von Niklas Angebauer: Vernünftige Freiheit. Beiträge zum Spätwerk von Jürgen Habermas. Suhrkamp, Berlin 2024, ISBN 978-3-518-30020-6.
- Geld. Eine symbolische Realität?. De Gruyter, Berlin 2025, ISBN 978-3111622361.